# Pražský podzim

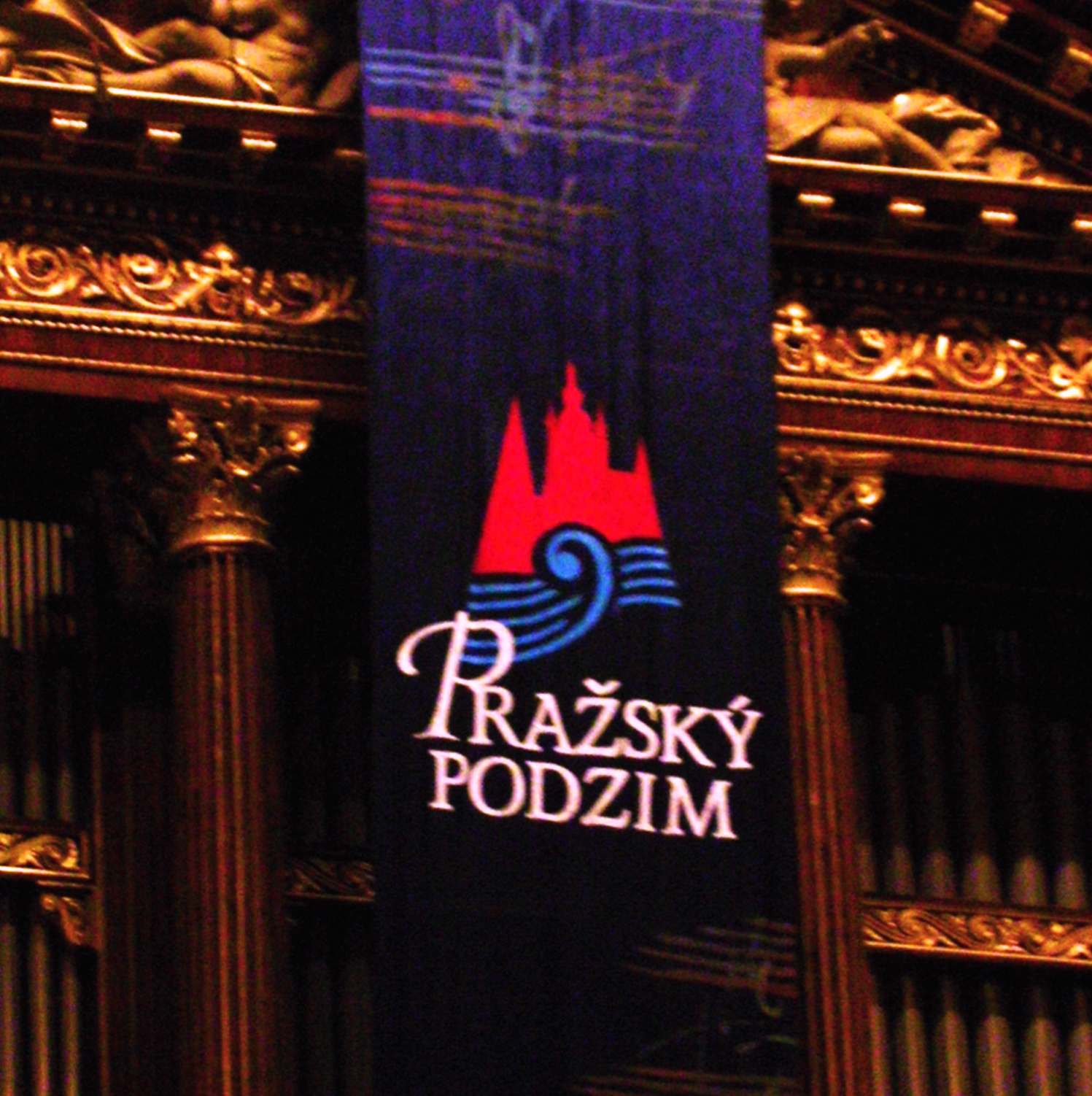
Logo festivalu

Pražský podzim byl mezinárodní hudební festival, který se konal každoročně v zářijovém období v Praze v letech 1991 až 2008. Zpravidla probíhal v termínu 12. září – 1. října v Rudolfinu.

## Historie a koncepce

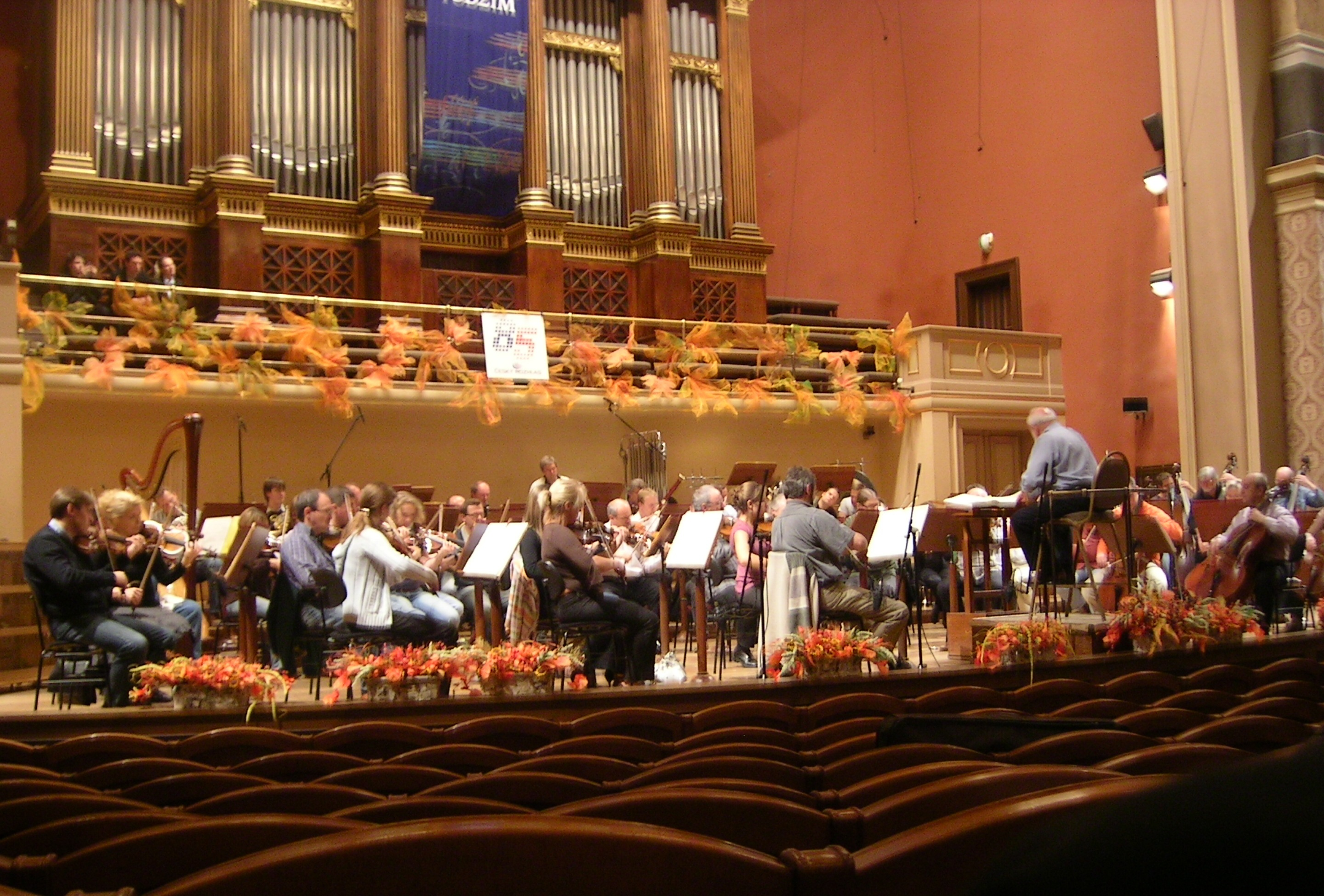
Krzysztof Penderecki a Sinfonia Varsovia, zkouška v Rudolfinu v rámci MHF Pražský podzim 2008

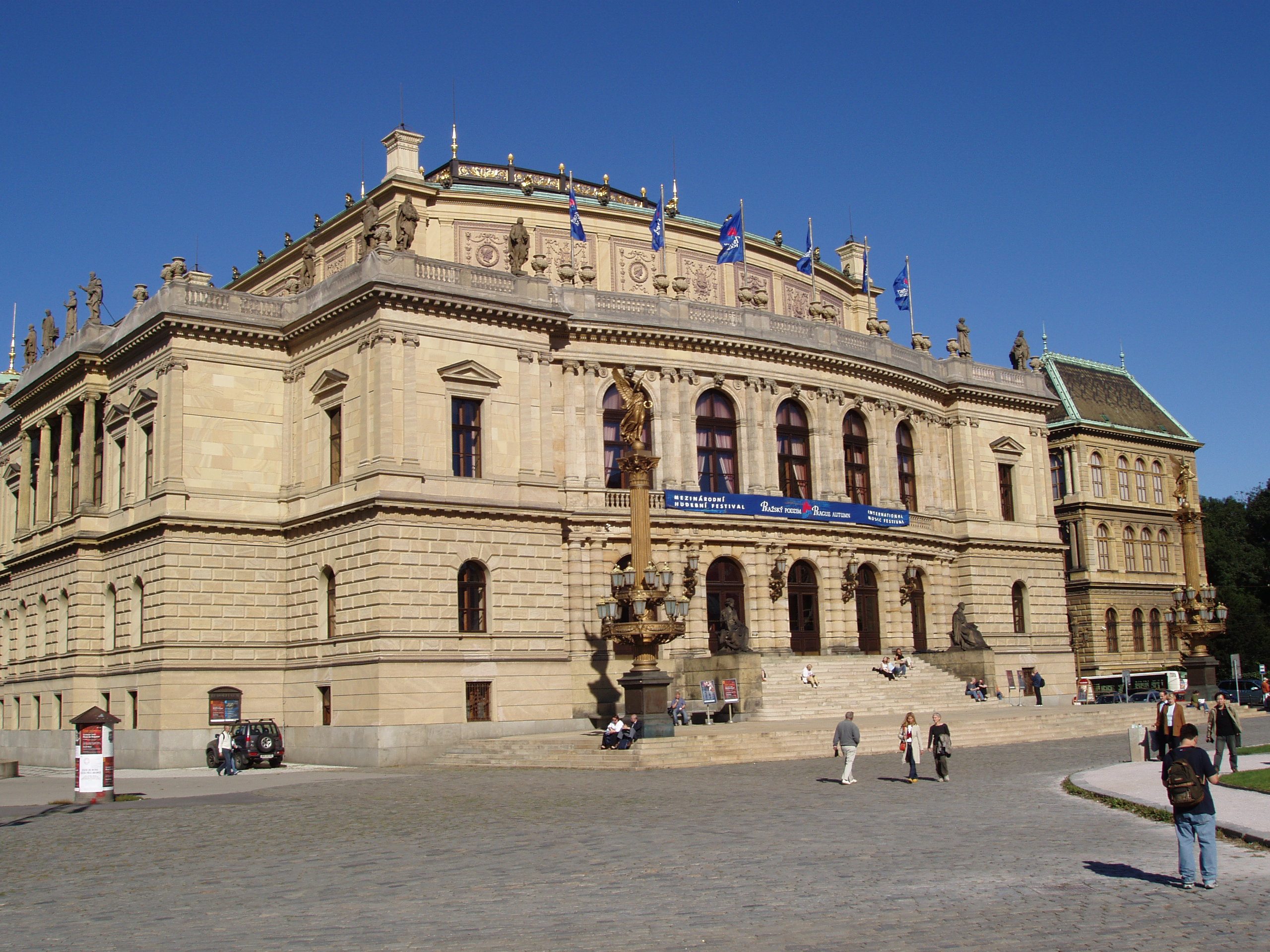
Rudolfinum v době konání festivalu

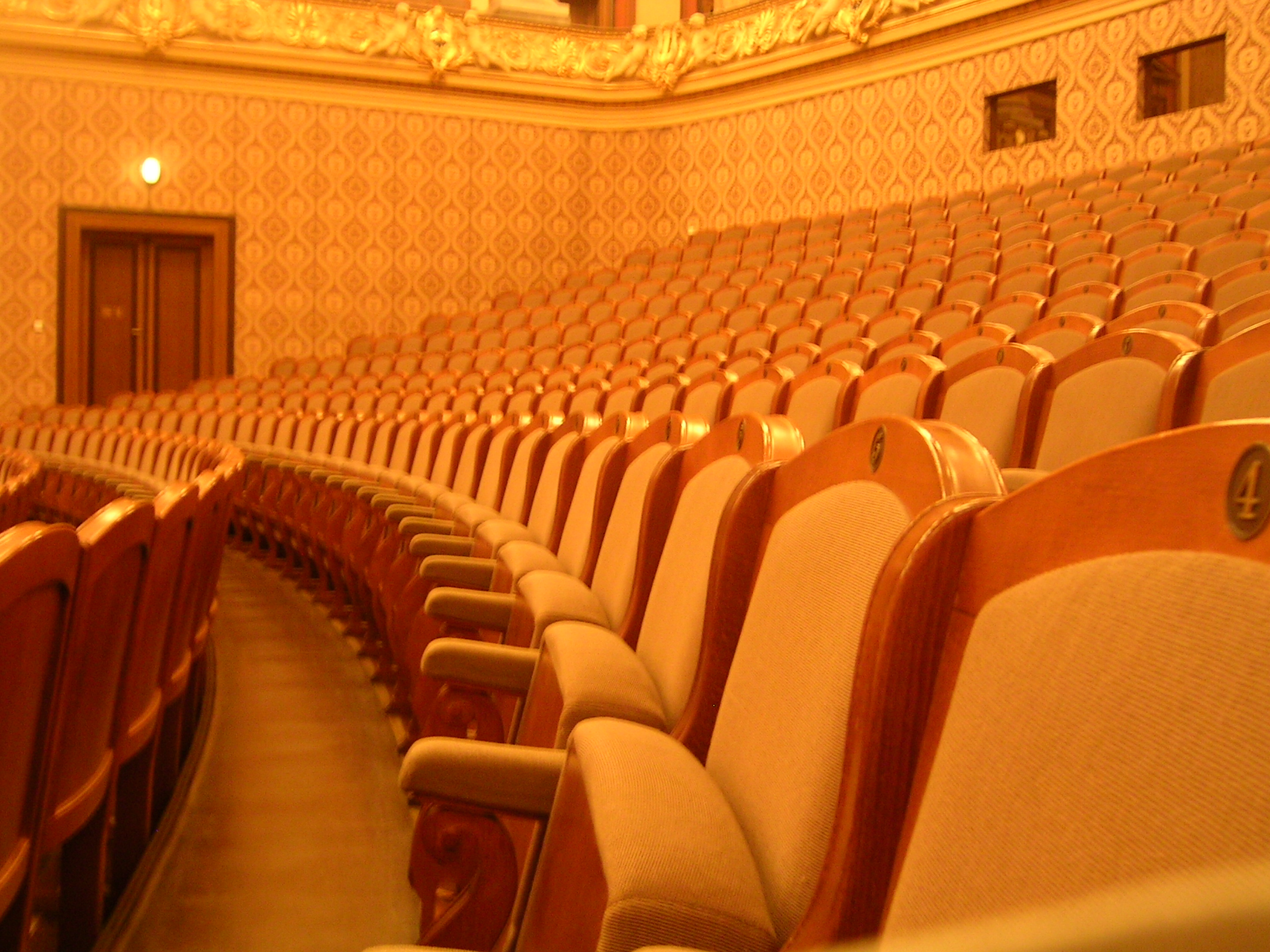
Dvořákova síň Rudolfina

Soukromý Mezinárodní hudební festival Pražský podzim založil a vedl PhDr. Pavel Špiroch, CSc. (* 27. června 1949 – 18. dubna 2012). Pavel Špiroch vystudoval sociologii na FF UK v Praze (předtím studium na FJFI ČVUT). Od roku 1973 působil jako redaktor kulturního zpravodajství Československé televize, od roku 1985 v diplomatických službách v Paříži (zde uspořádal např. Janáčkův festival). V letech 1990 až 1994 byl ředitelem Paláce kultury.
Festival se během několika ročníků rozrostl v třítýdenní událost, významným způsobem začal zasahovat do kulturního dění a brzy se stal rovnocenným partnerem zavedených českých festivalů.
Čtvrtým ročníkem počínaje se pořadatelé zaměřili výhradně na orchestrální koncerty – festival se tak vyprofiloval ve velmi soudržnou událost – do té doby ojedinělou přehlídku zahraničních symfonických a komorních těles u nás a do Prahy přivedl řadu významných dirigentů a sólistů. Festival mimo jiné intenzivně spolupracoval s rozhlasovými orchestry celé Evropy (zejména s orchestry britské stanice BBC) a ruskými orchestry.
Dramaturgicky byl orientován převážně na díla skladatelů 19. a 20. století. Už od prvního ročníku se upevnila tradice završovat festival Dvořákovým Koncertem pro violoncello a orchestr h-moll. Pořadatelé se snažili přispět k šíření české hudby do zahraničí také prosazováním návrhu, aby vystupující umělci věnovali jeden z večerů hudbě českých skladatelů. Významným počinem bylo dramaturgicky ojedinělé připomenutí 100. výročí narození Dmitrije Šostakoviče během 16. ročníku festivalu, kdy byla kromě několika monumentálních symfonií záslužně uvedena i zřídka uváděná skladatelova díla (oratorium Píseň o lesích, suita na verše Michelangella Buonarottiho, hudba k filmům Střeček, Hamlet, Maxim, Pět dní – pět nocí, suita z baletu Šroub, suita z operety Moskevské Čeremušky) a při této příležitosti mimo jiné Český rozhlas odvysílal v přímém přenosu rozhovor ředitele Pavla Špirocha s Irinou Antonovnou Šostakovičovou. S ohledem na upoutání pozornosti širšího okruhu posluchačů začaly být do nabídky střídmě zařazovány i speciální projekty, mnohdy mimo žánr klasické hudby, které si získaly značný ohlas. Byly jimi např. uvedení klasické čínské opery "Píseň o věčném žalu", velkoplošná projekce němého filmu Charlieho Chaplina "Světla velkoměsta" s živou hudbou, vystoupení folklórních souborů (Státní akademický orchestr lidových nástrojů N. P. Osipova, mexická skupina Mariachi s doprovodem symfonického orchestru, hudební a taneční soubor Rajkó z Budapešti atd.), koncerty kytaristy Paco Peñi, hudba k hollywoodským filmům v úpravách Johna Wilsona atd.
Český rozhlas každoročně vytvářel z festivalových koncertů vlastní cyklus přímých přenosů a záznamů, které v rámci programové výměny Evropské vysílací unie zprostředkovával v průměru 25 zemím po celém světě. Festival se většinou konal pod záštitou významných institucí, v posledním pětiletí pod patronací prezidenta České republiky Václava Klause a stal se respektovanou společenskou událostí (např. koncert Dánského národní symfonický orchestr s dirigentem Thomasem Dausgaardem se konal za přítomnosti tehdejší dánské korunní princezny Mary Elizabeth Donaldson).
Poslední dva ročníky festivalu doprovodily dvě mediálně hojně prezentované aféry, které firmě způsobily komplikace. V roce 2007, po sporu s vedením, nečekaně zrušila koncert klavíristka Hélène Grimaudová se Staatskapelle Dresden (poprvé vystoupila na festivalu v roce 1999, rovněž s tímto orchestrem, kdy byla pokutována za porušení smluvních podmínek v podobě náhlé změny programu), o rok později dirigent Libor Pešek, kterého však nahradil Oliver Dohnányi. Téhož roku festival opustil klíčový sponzor – farmaceutická firma Zentiva, místo kterého se organizátorům nepodařilo najít v době celosvětové finanční krize adekvátní náhradu. Vzhledem k nedostatku finančních prostředků se ředitel festivalu v lednu roku 2009 rozhodl pozastavit činnost. Ještě téhož roku společnost Radioservis, a.s. uspořádala v uvolněném období skromnější nultý ročník nového festivalu Rozhlasový podzim, který byl založen se záměrem pokusit se na přerušenou úspěšnou tradici Pražského podzimu navázat.

## Výběrový seznam těles a umělců
Některé z vystupujících orchestrů:
- Orchestra Filarmonica della Scala,
- Israel Philharmonic Orchestra,
- BBC Philharmonic,
- BBC Scottish Symphony Orchestra,
- BBC National Orchestra of Wales,
- Bournemouth Symphony Orchestra,
- Royal Liverpool Philharmonic,
- Moskevská filharmonie,
- Petrohradský symfonický orchestr,
- Orchestr Mariinského divadla,
- Ruská filharmonie,
- Čajkovského symfonický orchestr z Moskvy,
- Moskevský komorní orchestr,
- Budapešťský symfonický orchestr Maďarského rozhlasu,
- Budapest Festival Orchestra,
- Berlínští symfonikové,
- Konzerthausorchester Berlin,
- Rundfunk-Sinfonieorchester Berlin,
- Beethoven Orchester Bonn,
- Rozhlasový symfonický orchestr z Frankfurtu nad Mohanem (hr-Sinfonieorchester),
- MDR Sinfonieorchester Leipzig,
- Bamberger Symphoniker,
- Radio-Symphonieorchester Wien,
- Rotterdamská filharmonie,
- Filharmonický orchestr Lucemburska,
- Orchestre national d'Île-de-France,
- Orchestre Phiharmonique de Strasbourg,
- Basilejský komorní orchestr,
- Symfonický orchestr z Monte Carla,
- Orquesta Nacional de España,
- Orquesta de Valencia
- English, Scottish Chamber,
- London Brass Virtuosi,
- City of London Sinfonia,
- Mozarteum Salzburg,
- Sinfonia Varsovia,
- Ensemble orchestral de Paris
- atd.

Někteří z vystupujících dirigentů a sólistů:
- Marin Alsop,
- Semjon Byčkov,
- James DePreist,
- Iván Fischer,
- Valerij Gergijev,
- Marek Janowski,
- Zubin Mehta,
- Riccardo Muti,
- Gianandrea Noseda,
- Jonathan Nott,
- Krzysztof Penderecki,
- Ilan Volkov,
- Maxim Fedotov,
- Vadim Gluzman,
- Leonidas Kavakos,
- Shlomo Mintz,
- Vadim Repin,
- Isaac Stern,
- Steven Isserlis,
- Boris Pergamenschikov,
- Heinrich Schiff,
- Yefim Bronfman,
- Barry Douglas,
- Hélène Grimaudová,
- Wayne Marshall,
- Arcadi Volodos,
- Gábor Boldoczki,
- Galina Gorčakova
- atd.

### Odborná kritika
posledních 5 ročníků festivalu, články a kritiky, výběr:
- 14. ročník, článek, Muzikus.cz
- 14. ročník, kritika, Muzikus.cz
- 15. ročník, článek, Muzikus.cz
- 15. ročník, kritika, Muzikus.cz
- 15. ročník, kritika, Hudebnirozhledy.cz
- 17. ročník, kritika, Muzikus.cz
- 18. ročník, článek, Rozhlas.cz
- 18. ročník. kritika, Muzikus.cz
- 18. ročník. článek, Muzikus.cz
- 18. ročník - koncert Krzysztof Penderecki na Pražském podzimu 2008, kritika, Atemporevue.cz